# Sentier de grande randonnée 34a
 (novembre 2024).
La mise en forme du texte ne suit pas les recommandations de Wikipédia : il faut le « wikifier ».
Les points d'amélioration suivants sont les cas les plus fréquents. Le détail des points à revoir est peut-être précisé sur la page de discussion.
- Les titres sont pré-formatés par le logiciel. Ils ne sont ni en capitales, ni en gras.
- Le texte ne doit pas être écrit en capitales (les noms de famille non plus), ni en gras, ni en italique, ni en « petit »…
- Le gras n'est utilisé que pour surligner le titre de l'article dans l'introduction, une seule fois.
- L'italique est rarement utilisé : mots en langue étrangère, titres d'œuvres, noms de bateaux, etc.
- Les citations ne sont pas en italique mais en corps de texte normal. Elles sont entourées par des guillemets français : « et ».
- Les listes à puces sont à éviter, des paragraphes rédigés étant largement préférés. Les tableaux sont à réserver à la présentation de données structurées (résultats, etc.).
- Les appels de note de bas de page (petits chiffres en exposant, introduits par l'outil «  Source ») sont à placer entre la fin de phrase et le point final[comme ça].
- Les liens internes (vers d'autres articles de Wikipédia) sont à choisir avec parcimonie. Créez des liens vers des articles approfondissant le sujet. Les termes génériques sans rapport avec le sujet sont à éviter, ainsi que les répétitions de liens vers un même terme.
- Les liens externes sont à placer uniquement dans une section « Liens externes », à la fin de l'article. Ces liens sont à choisir avec parcimonie suivant les règles définies. Si un lien sert de source à l'article, son insertion dans le texte est à faire par les notes de bas de page.
- La présentation des références doit suivre les conventions bibliographiques. Il est recommandé d'utiliser les modèles {{Ouvrage}}, {{Chapitre}}, {{Article}}, {{Lien web}} et/ou {{Bibliographie}}. Le mode d'édition visuel peut mettre en forme automatiquement les références.
- Insérer une infobox (cadre d'informations à droite) n'est pas obligatoire pour parachever la mise en page.

Pour une aide détaillée, merci de consulter Aide:Wikification.
Si vous pensez que ces points ont été résolus, vous pouvez retirer ce bandeau et améliorer la mise en forme d'un autre article.
Le Sentier de grande randonnée 34a (GR34a) est un sentier de grande randonnée qui traverse le département des Côtes-d'Armor du hameau de Bréhec à Gurunhuel.

## Caractéristiques du tracé
Le sentier du GR34a est long de 80 kilomètres et traverse les villes des Côtes-d'Armor : Lanloup, Pléhédel, Pontrieux, Guingamp, Plouisy et Gurunhuel.

## Trajet

### Dans lesCôtes-d'Armor
Plouha|Bréhec
 Kerjolie
  Lanloup (22580)

 Attitude : 52 m

 Population : 264 habitants.

 Information : Lanloup possède l'église Saint-Loup  Classée MH.

 Remarque : 

 Image : 
 
  Pléhédel (22290)

 Attitude : 22 m

 Population : 1 286 habitants.

 Information : Pléhédel se situe à une vingtaine de kilomètres de Guingamp.

 Remarque :  

 Image : 
 
  Lanleff (22290)

 Attitude : 70 m

 Population : 106 habitants.

 Information : Lanleff possède un temple  Classé MH (1889).

 Remarque :

 Image : 
 
  Pontrieux (22260)

 Attitude : 7 m

 Population : 1 016 habitants.

 Information : Pontrieux organise des festivals chaque année.

 Remarque :  

 Image : 
 
  Guingamp (22200)

 Attitude : 62 m

 Population : 7 235 habitants.

 Information : Guingamp est une sous-préfecture - château de Pierre II  Classé MH.

 Remarque : 

 Image : 
 
  Gurunhuel (22390)

 Attitude : 130 m

 Population : 421 habitants.

 Information : Gurunhuel est la dernière étape du sentier GR34a.

 Remarque : 

 Image : 
 